# Douet Tourtelle
Le Douet Tourtelle est un ruisseau de l'Eure, et un affluent de la Calonne, c'est-à-dire un sous-affluent de la Touques.

## Géographie
La longueur de son cours d'eau est de 6,4 km.
Le Douet Tourtelle est un petit cours d'eau qui prend sa source à 155 mètres d'altitude au lieu-dit Saint-Sauveur dans la commune d'Épaignes dans le département de l'Eure.
Cette rivière traverse les communes de La Chapelle-Bayvel et de Cormeilles avant de se jeter dans la Calonne à Saint-Pierre-de-Cormeilles au lieu-dit le Moulin de Malou situé à 59 m d'altitude.

## Particularités
À noter que le Douet Tourtelle sert à délimiter les communes d'Épaignes et de Saint-Sylvestre-de-Cormeilles, puis les communes de La Chapelle-Bayvel et de Saint-Sylvestre-de-Cormeilles, puis les communes de La Chapelle-Bayvel et de Cormeilles et enfin les communes de Cormeilles et de Saint-Pierre-de-Cormeilles.
Soit en termes de cantons, le Douet Tourtelle prend sa source, traverse et conflue dans le canton de Cormeilles en ayant traversé cinq communes de l'Eure.

## Écologie
La vallée du Douet Tourtelle, au niveau du lieu-dit le Lieu Baron (Cormeilles), a été classée zone naturelle d'intérêt écologique, faunistique et floristique de type I par la Direction Régionale de l'Environnement de Haute-Normandie. Son intérêt floristique est important avec la présence, au sein des prairies humides bordant la rivière, d'espèces assez rares comme la scorsonère humble (Scorzonera humilis) et le carum verticillé (Carum verticillatum). Cette zone fait partie des rares sites qui abritent l'orchis à fleurs lâches (Anacamptis laxiflora), protégé à l'échelon régional.
Un danger pèse sur ces espèces, avec l'abandon, par l'Homme, de ces prairies humides.
La vallée du Douet Tourtelle a également été classée espace naturel sensible (ENS) par le département de l'Eure.

## Visite / Découverte
Un circuit guidé et commenté (Le sentier de la biodiversité) a été mis en place par la Communauté de communes du Canton de Cormeilles en collaboration avec le conservatoire des sites naturels de Haute-Normandie pour découvrir les charmes de la vallée du Douet Tourtelle.